# Willy-Brandt-Denkmal
Als Willy-Brandt-Denkmal werden in Erinnerung an den früheren Bundeskanzler und Friedensnobelpreisträger Willy Brandt Denkmäler in verschiedenen Städten bezeichnet. 
Hier einige Beispiele:

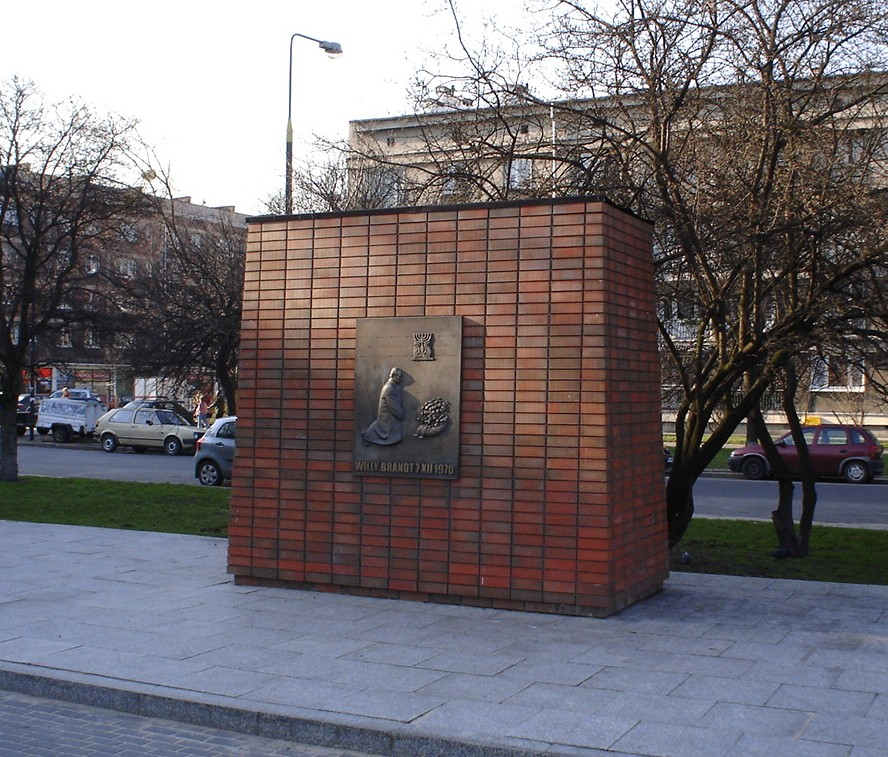
Denkmal mit Plakette auf dem Warschauer Willy-Brandt-Platz
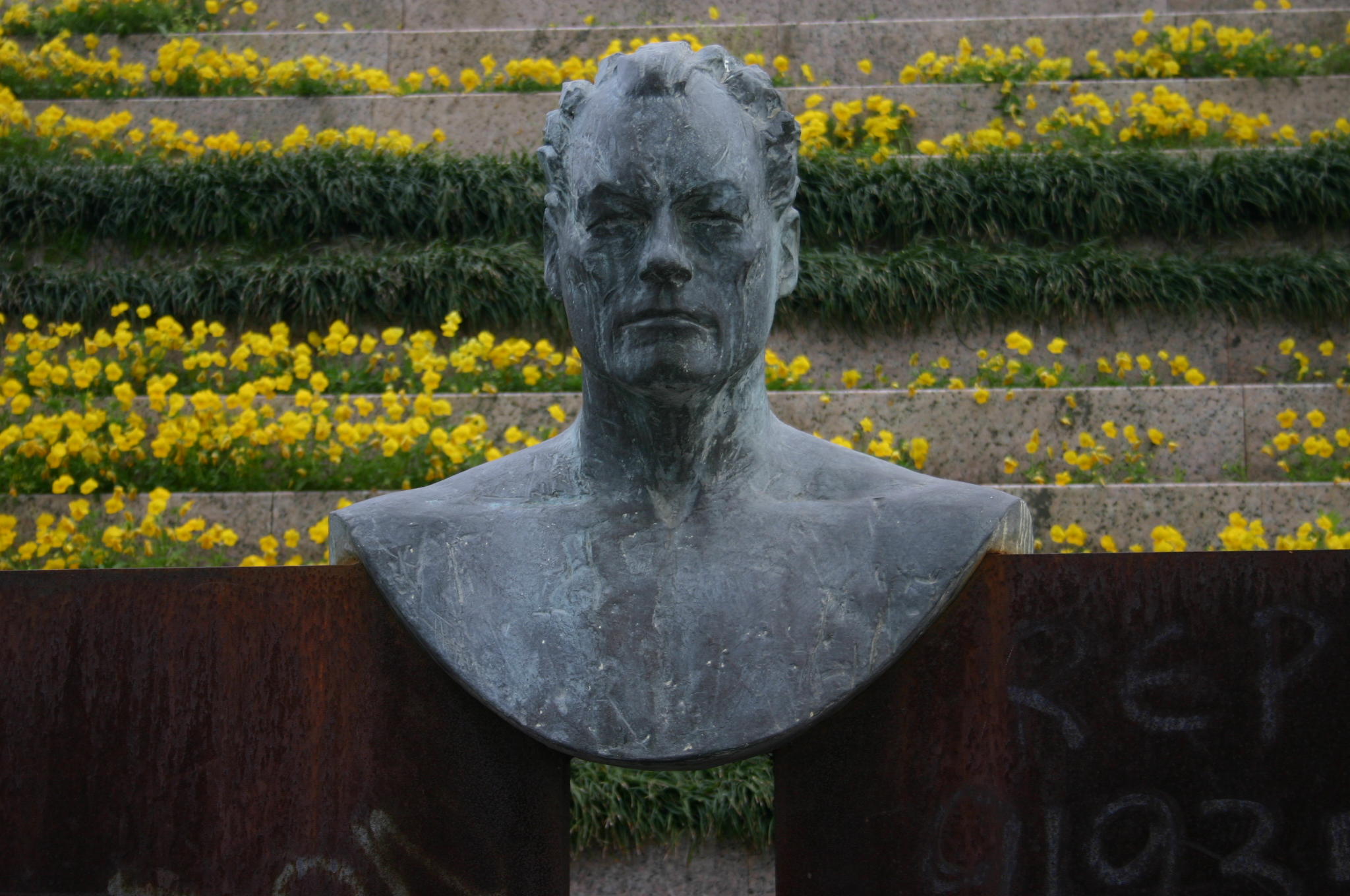
Büste in der Rua de Rio,  Porto, Portugal
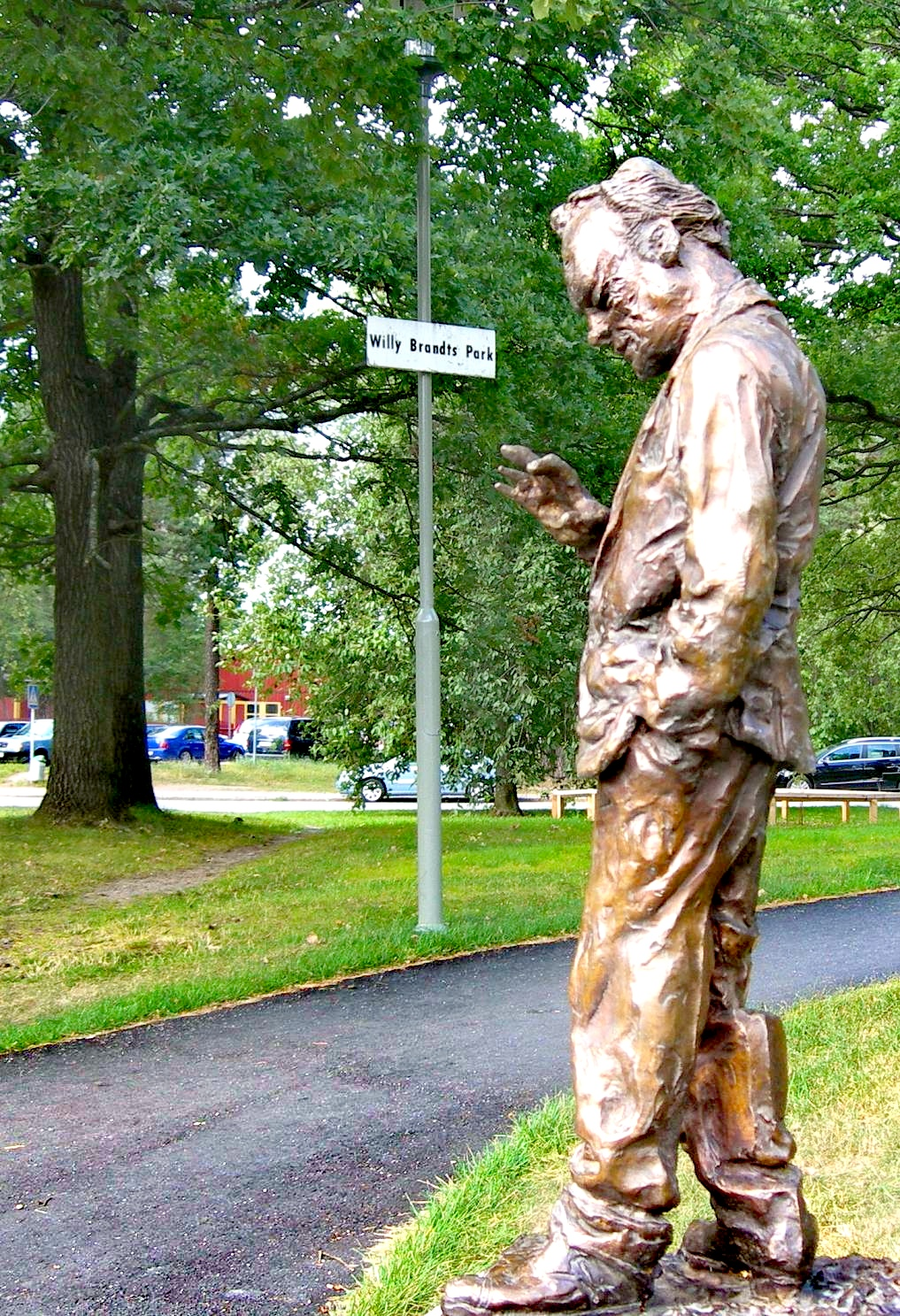
Willy-Brandt-Denkmal in Stockholm
Willy-Brandt-Denkmal im Willy-Brandt-Haus, Berlin
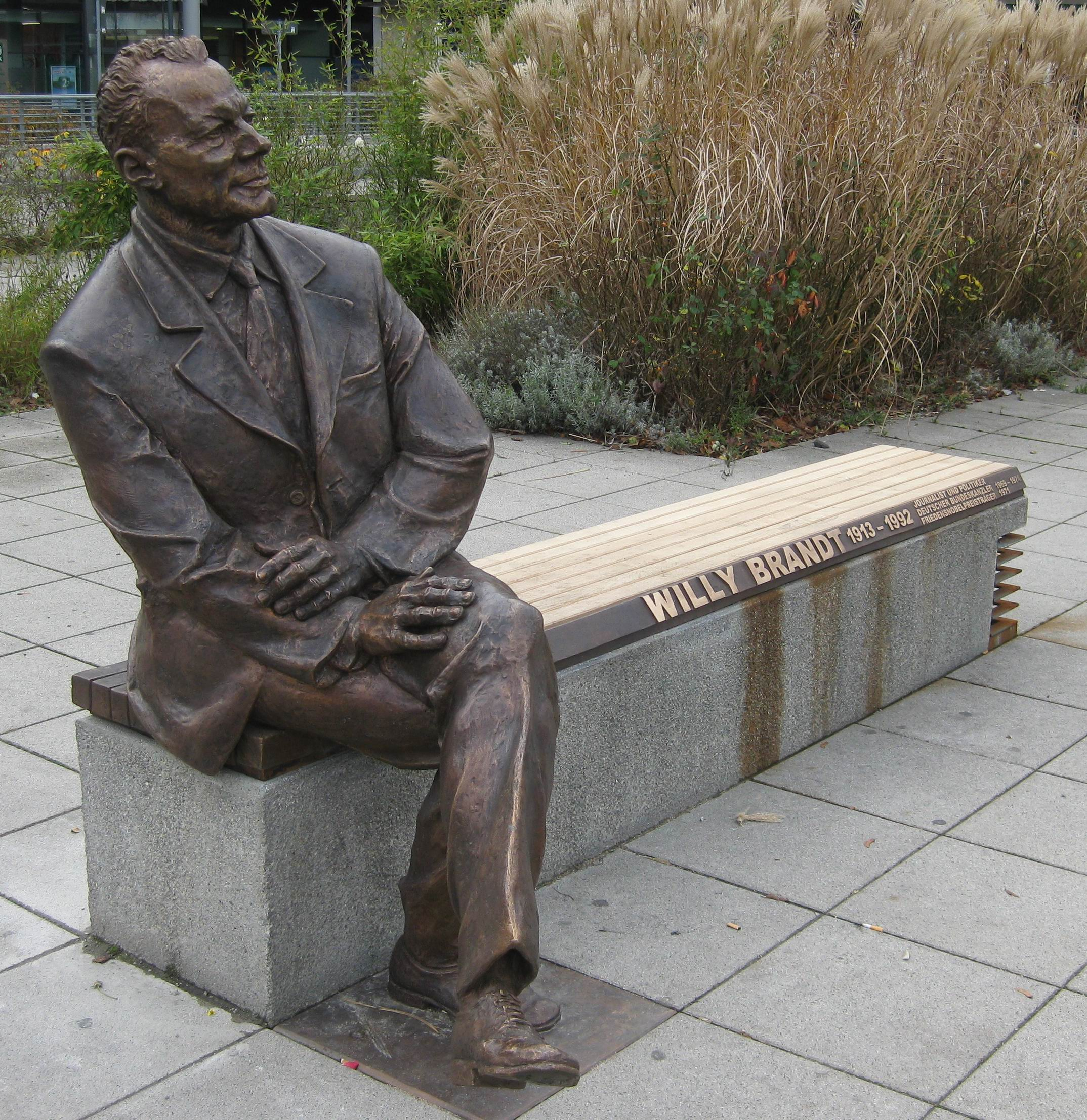
Sitzende Bronzestatue auf dem Willy-Brandt-Platz, Nürnberg